# Corynebacterium urealyticum
Il Corynebacterium urealyticum è un batterio Gram-positivo che causa infezioni alle vie urinarie (ad esempio cistite, pielonefrite e batteriemia) ed è un potente produttore di ureasi. L'ureasi prodotta dal batterio può contribuire alla formazione di calcoli di struvite nelle vie urinarie.